# Chaos in Motion 2007-2008
Chaos in Motion 2007-2008 è l'ottavo album video del gruppo musicale statunitense Dream Theater, pubblicato il 23 settembre 2008 dalla Roadrunner Records.

## Descrizione
A differenza degli ultimi tre album video pubblicati in precedenza (Metropolis 2000: Scenes from New York, Live at Budokan e Score: 20th Anniversary World Tour, tutti focalizzati su un singolo concerto), Chaos in Motion 2007-2008 contiene alcuni brani tratti da vari concerti dal The Chaos in Motion Tour, il tour di supporto all'album Systematic Chaos. Le versioni audio dei brani Blind Faith e Surrounded differiscono dalle versioni contenute nel DVD.
Chaos in Motion 2007-2008 è stato pubblicato nel formato standard doppio DVD e in edizione deluxe contenente anche tre CD audio. Nel DVD, andando su Song Selection e premendo la freccia a destra del telecomando apparirà una tazza rossa, la quale se cliccata farà apparire alcuni spezzoni divertenti filmati nei backstage di varie date, con protagonisti Portnoy, Rudess e il tecnico alla batteria Eric Disrude.

## Tracce
Disc One (Live Performances) – "Around the World in 180 Minutes"
1. Intro/Also Sprach Zarathustra (musica: Richard Strauss)
2. Constant Motion (testo: Mike Portnoy – musica: Dream Theater)
3. Panic Attack (testo: John Petrucci – musica: Dream Theater)
4. Blind Faith (testo: James LaBrie – musica: John Myung, John Petrucci, Mike Portnoy, Jordan Rudess)
5. Surrounded (testo: Kevin Moore – musica: Dream Theater)
6. The Dark Eternal Night (testo: John Petrucci – musica: Dream Theater)
7. Jordan Rudess Keyboard Solo (musica: Jordan Rudess)
8. Lines in the Sand (testo: John Petrucci – musica: Dream Theater)
9. Scarred (testo: John Petrucci – musica: Dream Theater)
10. Forsaken (testo: John Petrucci – musica: Dream Theater)
11. The Ministry of Lost Souls (testo: John Petrucci – musica: Dream Theater)
12. Take the Time (Dream Theater)
13. In the Presence of Enemies (testo: John Petrucci – musica: Dream Theater)
14. Schmedley Wilcox (musica: Dream Theater)

Disc Two (Bonus Features)
1. Behind the Chaos on the Road (a 90-minute Behind-the-Scenes Documentary)
2. Promo Videos
3. Live Screen Projection Films
4. Stage & Backstage Tour
5. Photo Gallery

CD bonus nell'edizione deluxe
- CD 1

1. Intro/Also Sprach Zarathustra – 3:04 (musica: Richard Strauss)
2. Constant Motion – 7:05 (testo: Mike Portnoy – musica: Dream Theater)
3. Panic Attack – 7:21 (testo: John Petrucci – musica: Dream Theater)
4. Blind Faith – 10:28 (testo: James LaBrie – musica: John Myung, John Petrucci, Mike Portnoy, Jordan Rudess)
5. Surrounded – 15:21 (testo: Kevin Moore – musica: Dream Theater)

- CD 2

1. The Dark Eternal Night – 9:43 (testo: John Petrucci – musica: Dream Theater)
2. Jordan Rudess Keyboard Solo – 4:52 (musica: Jordan Rudess)
3. Lines in the Sand – 11:56 (testo: John Petrucci – musica: Dream Theater)
4. Scarred – 13:30 (testo: John Petrucci – musica: Dream Theater)
5. Forsaken – 5:40 (testo: John Petrucci – musica: Dream Theater)
6. The Ministry of Lost Souls – 15:21 (testo: John Petrucci – musica: Dream Theater)

- CD 3

1. Take the Time – 11:37 (Dream Theater)
2. In the Presence of Enemies – 25:59 (testo: John Petrucci – musica: Dream Theater)
3. Schmedley Wilcox – 21:18 (musica: Dream Theater)

## Formazione
Gruppo
- James LaBrie – voce
- John Myung – basso
- John Petrucci – chitarra, voce
- Mike Portnoy – batteria, voce
- Jordan Rudess – tastiera, continuum

Produzione
- Mike Portnoy – direzione creativa, produzione audio
- John Petrucci – produzione audio
- Kevin Shirley – missaggio audio (eccetto versioni video di Blind Faith e Surrounded)
- Jared Kvitka – assistenza tecnica
- Randy Lane – registrazione, ingegneria del suono, missaggio audio (versioni video di Blind Faith e Surrounded)
- Ryan Smith – mastering